# Wataha Zielona Góra 2019
Questa voce raccoglie le informazioni riguardanti la Wataha Zielona Góra nelle competizioni ufficiali della stagione 2019.

## Roster
| Roster della Wataha Zielona Góra (2019) |
| --- |
| Quarterback - 5 Kenyatte Allen jr - 15 Cezary Szczesny Running Back - Krzysztof Lawęcki - 7 Rafał Kilinkiewicz - 8 Bartosz Woch Wide Receiver - 7 Filip Bielewicz - 84 Hubert Gabrysiak Offensive Linemen - 64 Sebastian Michałowski - 65 Kuba Przybylski - 69 Michał Chudy - 69 Filip Koźlik Defensive Linemen - Mariusz Wiśniewski DL/OL - Krzysztof Wołowski - Konrad Andrzejczak - 29 Łukasz Gembara DL/RB - 54 Łukasz Adamczyk - 55 Szymon Burdalski DL/OL - 59 Patryk Wolniczak DL/OL - 60 Mateusz Andrzejak DL/OL - 62 Szymon Kara DL/OL - 62 Dawid Mierzejewski - 63 Kajetan Kycia - 64 Łukasz Kuśnierczak DL/TE - 65 Krystian Stachów DL/OL - 69 Adam Vogt DL/OL - 70 Tomasz Chudy DL/OL - 73 Wiktor Kuroczycki - 82 Arkadiusz Chabiniak - 98 Dominik Wojtas Linebacker - 10 Paweł Stroynowski LB/TE - 11 Aurelian Amrogowicz LB/RB - 21 Bartek Grajek OLB - 21 Cameron Grad - 21 Patryk Wójcik LB/QB - 44 Leonid Dzyhanskyi - 50 Marcin Kilinkiewicz LB/OL - 54 Jakub Sawczyński LB/OL - 56 Michał Zieliński - 61 Krzysztof Woch - 66 Maciej Wit LB/OL - 87 Ariel Wróbel LB/TE Defensive Back - Niamba Diatta - 9 Patryk Biniek - 9 Przemysław Schołtun DB/RB - 13 Damian Łuc - 13 Adam Szemetiłło DB/RB - 17 Jakub Woźniak - 20 Mateusz Tomaszewski DB/RB - 23 Wiktor Suchodolski DB/QB - 24 Dawid Hyjek - 27 Tomasz Pasiuk DB/QB - 27 Wojciech Perz DB/WR - 27 Patryk Magrowski CB - 28 Szymon Stachów DB/WR - 33 Jakub Sowa - 49 Krystian Wójcik DB/RB - 74 Paweł Pamięta - 77 Markus Graja - 84 Tomasz Schulz DB/RB - 88 Miłosz Krysik DB/RB - 91 Maciej Kubicki - 95 Maciej Piątak DB/DL/LB/RB Special Team , * 33 Kamil Mądry - 51 Dawid Kowalczyk - 57 Łukasz Seifeddine Bensi-Said nella squadra d'allenamento Coaching staff Mike Sholars (HC) |

## Liga Futbolu Amerykańskiego 1 2019

### Stagione regolare
| Zielona Góra 24 marzo 2019, ore 12:00 | Wataha Zielona Góra | 6 – 13 (0-0 0-0 6-6 0-7) referto | Armia Poznań | Stadion do futbolu amerykańskiego\| Arbitro: \| Żak \| |
| Arbitro:                              | Żak                 |                                  |              |                                                        |

| Zielona Góra 31 marzo 2019, ore 12:00 | Wataha Zielona Góra | 30 – 14 (0-7 14-0 8-7 8-0) referto | Olsztyn Lakers | Stadion do futbolu amerykańskiego\| Arbitro: \| Przybyła \| |
| Arbitro:                              | Przybyła            |                                    |                |                                                             |

| Tychy 14 aprile 2019, ore 13:00 | Tychy Falcons | 41 – 6 (7-0 14-0 14-0 6-6) referto | Wataha Zielona Góra | Stadion Miejski\| Arbitro: \| Rączkowski \| |
| Arbitro:                        | Rączkowski    |                                    |                     |                                             |

| Zielona Góra 27 aprile 2019, ore 12:00 | Wataha Zielona Góra | 30 – 7 (0-0 16-0 14-0 0-7) referto | Rhinos Wyszków | Stadion do futbolu amerykańskiego\| Arbitro: \| Pruszkowski \| |
| Arbitro:                               | Pruszkowski         |                                    |                |                                                                |

| Breslavia 12 maggio 2019, ore 13:30 | Panthers Wrocław | 25 – 16 (0-0 6-8 19-0 0-8) referto | Wataha Zielona Góra | Stadion Olimpijski |

| Łódź 18 maggio 2019 | Wilki Łódzkie | 13 – 52 (0-14 7-22 0-8 6-8) referto | Wataha Zielona Góra | Kompleks boisk przy ulicy Minerskiej\| Arbitro: \| Walentynowicz \| |
| Arbitro:            | Walentynowicz |                                     |                     |                                                                     |

| Zielona Góra 25 maggio 2019, ore 12:00 | Wataha Zielona Góra | 38 – 41 (0-6 16-16 22-6 0-13) referto | Towers Opole | Stadion do futbolu amerykańskiego\| Arbitro: \| Rączkowski \| |
| Arbitro:                               | Rączkowski          |                                       |              |                                                               |

| Cracovia 1º giugno 2019 | Kraków Kings | 36 – 0 (13-0 16-0 0-0 7-0) referto | Wataha Zielona Góra | WKS Wawel\| Arbitro: \| Rączkowski \| |
| Arbitro:                | Rączkowski   |                                    |                     |                                       |

## Statistiche di squadra
| Competizione      | %Vittorie | In casa | In casa | In casa | In casa | In casa | In casa | In trasferta | In trasferta | In trasferta | In trasferta | In trasferta | In trasferta | Totale | Totale | Totale | Totale | Totale | Totale |
| Competizione      | %Vittorie | G       | V       | N       | P       | Pf      | Ps      | G            | V            | N            | P            | Pf           | Ps           | G      | V      | N      | P      | Pf     | Ps     |
| ----------------- | --------- | ------- | ------- | ------- | ------- | ------- | ------- | ------------ | ------------ | ------------ | ------------ | ------------ | ------------ | ------ | ------ | ------ | ------ | ------ | ------ |
| Stagione regolare | .375      | 4       | 2       | 0       | 2       | 104     | 75      | 4            | 1            | 0            | 3            | 74           | 115          | 8      | 3      | 0      | 5      | 178    | 190    |
| Totale            | .375      | 4       | 2       | 0       | 2       | 104     | 75      | 4            | 1            | 0            | 3            | 74           | 115          | 8      | 3      | 0      | 5      | 178    | 190    |